# Suctobelbata nova
Suctobelbata nova är en kvalsterart som beskrevs av Gordeeva 1991. Suctobelbata nova ingår i släktet Suctobelbata och familjen Suctobelbidae. Inga underarter finns listade i Catalogue of Life.